# Al-Maszrafa (Hama)
Al-Maszrafa (arab. المشرفة) – miejscowość w Syrii, w muhafazie Hama. W 2004 roku liczyła 1555 mieszkańców.